# سیارک ۲۴۶۱
سیارک ۲۴۶۱ (به انگلیسی: 2461 Clavel، نامگذاری:1981EC1) دو هزار و چهارصد و شصت و یکمین سیارک کشف شده‌است که در ۵ مارس ۱۹۸۱ کشف شد.
قدر مطلق سیارک برابر ۱۱٫۴۰ است.